# Santa Filomena (Piauí)
Santa Filomena é um município brasileiro do estado do Piauí. Localiza-se na microrregião do Alto Parnaíba Piauiense, mesorregião do Sudoeste piauiense. O município tem cerca de 5.999 habitantes (Censo 2007) e 5391 km². Foi criado em 1873.

## História
Originalmente, Santa Filomena foi um distrito criado em janeiro de 1856 pela Lei Provincial n.º 413, que o subordinou a Parnaguá. Nove anos depois, em 25 de agosto de 1865, o distrito seria emancipado e elevado à condição de vila graças à Resolução Provincial n.º 586. Essa situação, no entanto, seria revertida pela Resolução Provincial n.º 763, em 5 de setembro de 1871, que extinguiu a vila, rebaixando-a novamente à categoria de distrito. Mas foi por pouco tempo: finalmente, em 7 de agosto de 1873, o distrito seria novamente emancipado por força da Resolução Provincial n.º 811.

## Geografia
Localiza-se em Santa Filomena o ponto extremo oeste do Piauí, a curva do Rio Parnaíba, na foz da cachoeira Apertada Hora. Suas coordenadas geográficas são: 8º 54′ 09″ de latitude Sul e 46º 00′ 24″ de longitude Oeste em relação ao Meridiano de Greenwich.

## Demografia

### Religião
| Religião       | %    |
| -------------- | ---- |
| Catolicismo    | 95,7 |
| Protestantismo | 4,0  |
| Islamismo      | 0,2  |
| Sem religião   | 0,1  |